# 文化資訊頻道
亞洲電視文化資訊頻道（簡稱aTV5，英語：Plus TV）于2007年12月31日开播，主打紀錄片和文化有關的節目，包括國家地理頻道、Discovery Channel（探索頻道）、英國廣播公司、日本放送協會（NHK）、香港電台電視部的節目。2008北京奧運舉行期間，文化資訊頻道改名為奧運15台，聯同本港台、奧運13台、奧運14台及高清奧運19台全天候直播奧運賽事。
2009年4月1日，该频道停播，停播后原转播的中國中央電視台中文國際頻道的17频道改为使用15频道，2011年3月1日开始改为转播中国中央电视台综合频道（港澳版）。

## 宗旨
據亞洲電視表示，文化資訊頻道的宗旨是：將匯聚香港、傳統以至國際的文化藝術節目，冀能成為香港唯一全新的免費數碼優質文化資訊平台予海外以至香港文化藝術團體，一個最優質的文化資訊平台，使能豐富香港市民及鄰近地區居民的文化藝術生活，藉此提升社會整體的文化藝術氛圍，把一直被認為是“小眾口味”的節目予觀眾，令更多人能領略到文化藝術的動人之處。

## 節目

### 山東視野系列
亞洲電視在山東濟南與山東廣播電視總台簽署合作框架協議。簽署兩台多方位合作框架協議，雙方未來將就節目製作等多個領域開展合作，當中包括共同製作奧運大型綜藝節目。文化資訊頻道將會播放山東電視台三個專題節目，包括：《天下父母》、《美麗山東》、《新杏壇之孔子九講》。

### 音樂節目
香港電台電視部每月均精選一個大型音樂節目安排於每月第一個周日推出。而首三個月則為粵劇晚會，包括由新馬師曾及紅線女擔綱的《萬千希望在人間》、芳艷芬及李曾超群主演的《杏林春暖群芳會》、阮兆輝及尹飛燕演出的《龍翔再現顯光輝》等。

### 其他節目
- 品牌手印（與本港台播放）
- 潮Teen 360 （页面存档备份，存于）
- 照遍天下